# Andreas Reisinger
Andreas Reisinger (Vienna, 14 ottobre 1963) è un allenatore di calcio ed ex calciatore austriaco, di ruolo centrocampista, tecnico della squadra riserve del Rapid Vienna.

## Palmarès
- Campionato austriaco: 1

Salisburgo: 1993-1994